# 原ひろ子
原 ひろ子（はら ひろこ、1934年6月11日 - 2019年10月7日）は、日本の文化人類学者。お茶の水女子大学名誉教授。専門は、文化人類学、ジェンダー研究。女性科学研究者の環境改善に関する懇談会会長、城西国際大学客員教授。

## 経歴
京城府（現:ソウル）生まれ。旧姓・須江。1957年東京大学教養学部文化人類学卒業、同大学院修士課程修了、米国ブリンマー大学大学院博士課程修了、Ph.D。拓殖大学助教授、法政大学助教授、お茶の水女子大学教授、1998年定年退官、名誉教授、放送大学教授、城西国際大学客員教授。日本学術会議連携会員、日本女性監視機構（JAWW）代表、アジア・太平洋地域女性監視機構（APWW）代表、女性と健康ネットワーク副代表・事務局長。
1989年、『ヘヤー・インディアンとその世界』で第2回新潮学芸賞受賞。2009年、平成21年度男女共同参画社会づくり功労者内閣総理大臣表彰受賞。
2019年10月7日、老衰のため死去。85歳没。

## 主張
選択的夫婦別姓制度に賛同する。「名前が違ったって本当に対等なパートナーとしてやっていけるような工夫というのは可能だと思います。そのような発想になっていけば、女は男の所有物というふうな発想が減っていく一つの土壌になると思います。ただし、全員が別姓しなきゃいけないというのじゃなくて、別姓しなくていい人は別姓しなきゃいいんです、同姓になればいいということ」と述べる。

## 著書

### 単著
- 『極北のインディアン』（須江ひろ子）朝日新聞社 1965、中公文庫 1989
- 『人間はわかりあえるか ある文化人類学者の旅』PHP研究所 1976
- 『子どもの文化人類学』晶文社 1979、ちくま学芸文庫 2023
- 『ヘヤー・インディアンとその世界』平凡社 1989
- 『家庭の経営 多様化するライフスタイルの中で』放送大学 1990
- 『観る・集める・考える 発見のためのフィールドワーク』カタツムリ社 1993

### 共著・編著
- 『しつけ』我妻洋共著 弘文堂（ふぉるく叢書）1974
- 『生のかたち』日高敏隆共著 思索社 1978
- 『女性学ことはじめ』岩男寿美子共著 講談社現代新書 1979
- 『母たちの時代』駸々堂出版 1980
- 『母たちの世代』駸々堂出版 1981
- 『働く女たちの時代』杉山明子共編 日本放送出版協会（NHKブックス） 1985
- 『家族の文化誌 さまざまなカタチと変化』弘文堂 1986
- 『母親の就業と家庭生活の変動 新しい父母像創造のための総合的調査研究』弘文堂 1987
- 『"子連れ出勤"を考える』アグネス・チャン共著 岩波ブックレット 1988
- 『母性から次世代育成力へ 産み育てる社会のために』館かおる共編 新曜社 1991
- 『子育ては母親だけの責任か』小林登対談 メディサイエンス社 1991
- 『変容する男性社会 労働、ジェンダーの日独比較』大沢真理共編 新曜社 1993
- 『生活と地球社会 愛と地球のために…』清野きみ共編 放送大学教育振興会 1999
- 『女性研究者のキャリア形成 研究環境調査のジェンダー分析から』 勁草書房 1999
- 『健康とジェンダー』根村直美共編 明石書店 2000
- 『多文化を生きる 境界のとらえかた』さっぽろ自由学校「遊」（自由学校「遊」ブックレット）2000
- 『家族論』放送大学 2001
- 『開発と健康 ジェンダーの視点から』青山温子、喜多悦子共著 有斐閣選書 2001
- 『比較文化研究 ジェンダーの視点から』放送大学 2002
- 『ドメスティック・バイオレンス日本・韓国比較研究』庄司洋子、波田あい子共著 明石書店 2003
- 『次世代育成を考える』放送大学教育振興会 2003
- 『持続可能な消費と生活者』小澤紀美子共編 放送大学 2003
- 『ジェンダー研究が拓く地平』『原ゼミの会』編集委員会編 文化書房博文社（ソキウス研究叢書）2005
- 『科学する心 日本の女性科学者たち』岩男壽美子共編 日刊工業新聞社 2007
- 『男女共同参画と男性・男児の役割』近江美保、島津美和子共編著 明石書店 2007
- 『時代を拓く女性リーダー 行政・大学・企業・団体での人材育成支援』国立女性教育会館、有馬真喜子共編 明石書店 2008

### 翻訳
- ランス・ベネット『オーストラリア未開美術』泉靖一編 講談社 1969

## 論文
- 国立情報学研究所収録論文 国立情報学研究所